# Cho Yu-min
Cho Yu-min (koreanisch 조유민; * 17. November 1996) ist ein südkoreanischer Fußballspieler.

## Karriere

### Klub
Über mehrere Schulmannschaften sowie die der Chung-Ang University begann seine Karriere. Von dort ging er dann zur Saison 2018 in den Kader des Suwon FC über. Seinen ersten Einsatz in der K League 2 hatte er dann schließlich auch schon am ersten Spieltag der Saison, als er bei dem 1:0-Sieg über Seoul E-Land in der Startelf stand. Im weiteren Verlauf der Saison konnte er dann auch schon trotz einiger Spielsperren einiges an Einsätzen für sein Team abliefern. In den beiden folgenden Spielzeiten gelang ihm dies weiter auszubauen und es gelang ihm mit seiner Mannschaft zur Spielzeit 2021 in die K League 1 aufzusteigen. In der anschließenden Meisterrunde verpasste er mit ihr dann den Sprung auf die internationalen Plätze.
Zur Runde 2022 wechselte er schließlich für eine Ablöse von 600.000 € zu Daejeon Hana Citizen zurück in die K League 2, am Ende der Saison gelang es ihm sich mit seinem Team hier aber auch wieder für den Aufstieg in den Playoffs zu qualifizieren.

### Nationalmannschaft
Mit der U23-Nationalmannschaft nahm er im Januar 2018 an der U23-Asienmeisterschaft 2018 teil, hier kam er ab dem letzten Gruppenspiel zum Einsatz und erreichte am Ende mit seinem Team den vierten Platz. Anschließend ging es für ihn hier ab August 2018 weiter bei den Asienspielen 2018, wo er mit seiner Mannschaft am Ende den Titel gewinnen konnte. Durch den Sieg hier wurde ihm der ansonsten obligatorische Militärdienst erlassen.
Seinen ersten bekannten Einsatz für die südkoreanische Nationalmannschaft hatte er am 20. Juli 2022 bei einem 3:0-Sieg während der Ostasienmeisterschaft 2022 über die Volksrepublik China, bei dem er auch direkt in der Startelf stand. Danach kam er auch in zwei weiteren Partien bei diesem Turnier zum Einsatz, sowie im November desselben Jahres noch mal bei einem Freundschaftsspiel.
Im November wurde er dann zudem noch für den finalen Turnier-Kader seiner Mannschaft bei der Endrunde der Weltmeisterschaft 2022 nominiert.

## Privat
Cho ist seit 2022 verheiratet mit der südkoreanischen Sängerin Park So-yeon.